# Espérance Zarzis
Espérance Sportive de Zarzis w skrócie Espérance Zarzis (arab. الترجي الرياضي الجرجيسي) – tunezyjski klub piłkarski grający w pierwszej lidze tunezyjskiej z siedzibą w mieście Dżardżis. 

## Historia
Espérance Sportive de Zarzis został założony w 1932. W pierwszej lidze tunezyjskiej Esperance Zarzis zadebiutował w 1991. Klub zajął przedostatnie, trzynaste miejsce i po roku opuścił Ligue 1. W 1994 Zarzis powrócił do pierwszej ligi i występowało w niej do 2003. Po rocznej banicji Esperance powrócił do Ligue 1 w 2004. Podobna sytuacja powtórzyła się w latach 2007-08. Największy sukces w historii Espérance osiągnął w 2005, kiedy to zdobył Puchar Tunezji po pokonaniu swojego imiennika z Tunisu 2-0.

## Sukcesy
- Puchar Tunezji[2]
  - zwycięstwo (1): 2005.

## Występy w afrykańskich pucharach
| Sezon | Rozgrywki           | Runda   | Kraj         | Klub                | Dom | Wyjazd | Dwumecz |
| ----- | ------------------- | ------- | ------------ | ------------------- | --- | ------ | ------- |
| 2006  | Puchar Konfederacji | wstępna | Burkina Faso | US Ouagadougou      | 2–0 | 0–0    | 2–0     |
| 2006  | Puchar Konfederacji | 1       | Maroko       | Olympique Khouribga | 1–0 | 0–6    | 1–6     |

## Stadion
Domowe mecze zespół rozgrywa na stadionie Stade 7 Novembre de Zarzis w Dżardżis, mogącym pomieścić 7000 widzów.